# Jesenje
Jesenje je općina u Hrvatskoj, u Krapinsko-zagorskoj županiji. 

## Zemljopis
Općina se smjestila u pitomom zagorskom kraju okružena lijepim bregovima. Okružena je većim središtima kao što su Krapina (županijsko središte Krapinsko-zagorske županije) i Lepoglava (Varaždinska županija).

## Stanovništvo
Po popisu stanovništva iz 2021. godine, općina Jesenje imala je 1.371 stanovnika, raspoređenih u 5 naselja:
- Brdo Jesenjsko - 138
- Cerje Jesenjsko - 148
- Donje Jesenje - 325
- Gornje Jesenje - 669
- Lužani Zagorski - 91

| broj stanovnika | 1807  | 1923  | 2143  | 2352  | 2457  | 2713  | 2673  | 2747  | 2682  | 2704  | 2594  | 2349  | 2073  | 1839  | 1643  | 1560  | 1371  |
|                 | 1857. | 1869. | 1880. | 1890. | 1900. | 1910. | 1921. | 1931. | 1948. | 1953. | 1961. | 1971. | 1981. | 1991. | 2001. | 2011. | 2021. |

## Uprava
- Načelnik: Dario Cvrtila

## Poznate osobe
August Kovačec, jezikoslovac, član HAZU-a.

## Obrazovanje
U Gornjem Jesenju nalazi se Osnovna škola "Gornje Jesenje" koja ima 8 razreda. Škola je kapacitetima doista velika, te svojim učenicima nudi pregršt mogućnosti i sadržaja. Učenici sudjeluju na raznim natjecanjima gdje se ističu svojim znanjima i osvajaju brojne nagrade.

## Kultura
Dan Općine i Župe Sv. Ivana Krstitelja obilježava se 24. lipnja.
U općini djeluje Amatersko kulturno-umjetničko društvo "Žensko kazalište", osnovano krajem 1974. godine.

## Šport
- MNK Jesenje

## Vanjske poveznice
- Službena stranica Općine Jesenje